# Zygfryd Szołtysik
Zygfryd Ludwik Szołtysik  (ur. 24 października 1942 w Suchej Górze) – polski piłkarz, reprezentant Polski w latach 1963–1972,  złoty medalista igrzysk olimpijskich w Monachium w 1972 roku. Od 2014 roku członek Klubu Wybitnego Reprezentanta.

## Życiorys
Szołtysik był wychowankiem Zrywu Chorzów. Od 1962 roku bronił barw Górnika Zabrze, stając się jedną z legend klubu. W Górniku występował przez szesnaście sezonów (1962–1974 i 1975–1978) z roczną przerwą na grę we francuskim US Valenciennes (1974–1975). Po odejściu z Górnika zaliczył krótki epizod w kanadyjskim Toronto Falcons (1978), następnie przez sześć sezonów grał dla Górnika Knurów (1978–1984), a na zakończenie kariery występował do 1990 roku w niemieckich drużynach z niższych lig: Eintracht Hamm (1986–1987) i SVA Bockum-Hövel (1987–1990). Szołtysik z dorobkiem 395 rozegranych meczów w I lidze jest członkiem Klubu 300.
Z Górnikiem Zabrze siedem razy został mistrzem Polski (1963–1967, 1971, 1972), sześć razy zdobył Puchar Polski (1965, 1968–1972) i wystąpił w finale Pucharu Zdobywców Pucharów.

## Kariera piłkarska

### Dzieciństwo i początki kariery (1942–1961)
Szołtysik urodził się 24 października  1942 roku w Suchej Górze w domu Klary z domu Kubik i Pawła. Miał troje rodzeństwa: dwie siostry oraz młodszego o dziewięć lat brata Andrzeja, który również był piłkarzem. Ojciec Zygfryda był górnikiem. Amatorsko grał na skrzypcach i bezskutecznie usiłował przekonać syna do kształcenia się w grze na tym instrumencie. W 1956 roku Szołtysik rozpoczął karierę w Zrywie Chorzów. Trafił pod opiekę trenera Józefa Murgota, który wypatrzył go podczas turnieju szkół rozgrywanego w Chorzowie. Znaczącym sukcesem Szołtysika było mistrzostwo Polski juniorów w 1960 roku. Zryw w meczu finałowym zremisował z Gwardią Warszawa (1:1, 28 września) więc konieczne było rozegranie drugiego finału na Stadionie Śląskim, w którym zwyciężyli zawodnicy Murgota (5:0, 18 października). W 1961 roku Szołtysik obronił tytuł mistrza z poprzedniego sezonu, kiedy to Zryw pokonał w finałowym spotkaniu Górnika Wałbrzych (10:1, 13 września). Dobrymi występami Szołtysik zwrócił na siebie uwagę czołowych klubów ze Śląska: Ruchu Chorzów, z którym podpisał wstępny kontrakt, i Górnika Zabrze. Szołtysik był niepełnoletnim zawodnikiem, dlatego za podpisanie karty zawodniczej byli odpowiedzialni jego rodzice, którzy związali się umową z Górnikiem. Szołtysik został przez to ukarany trzymiesięczną dyskwalifikacją, ponieważ nie można było podpisywać dwóch kontraktów jednocześnie.

### Górnik Zabrze (1962–1974)
Szołtysik został sprowadzony do Górnika za kadencji trenera Augustyna Dziwisza w skróconym do rundy wiosennej sezonie 1962. W zamian za parafowanie umowy działacze zaproponowali rodzinie Szołtysików mieszkanie w Zabrzu, naukę dla sióstr i brata, pracę w kopalni dla ojca oraz pralkę. W barwach Górnika Szołtysik zadebiutował w ligowym meczu przeciwko Cracovii (1:4, 11 marca 1962 roku) zmieniając w połowie gry Joachima Czoka, natomiast pierwszą bramkę zdobył po strzale głową w tymże spotkaniu. W meczu przeciwko Zagłębiu Sosnowiec (5:2, 22 kwietnia 1962 roku), który był rozgrywany w ramach czwartej kolejki ligowej, Szołtysik zdobył hat tricka. W skróconym sezonie Górnik wygrał swoją grupę, więc w barażu o mistrzostwo Polski zmierzył się ze zwycięzcą drugiej grupy. Po przegranym dwumeczu z Polonią Bytom zabrzanie zdobyli wicemistrzostwo, zaś Szołtysik zdobył po bramce w obu spotkaniach. Szołtysik wystąpił we wszystkich czternastu ligowych spotkaniach i zdobył jedenaście bramek, dzięki czemu w klasyfikacji na najlepszego strzelca zajął trzecie miejsce. W reaktywowanych po czterech latach rozgrywkach o Puchar Polski Górnik doszedł do rozgrywanego na Stadionie Śląskim finału, w którym przegrał z Zagłębiem Sosnowiec (2:1, 22 lipca 1962 roku).
W sezonie 1962/1963 Górnik pod wodzą Edwarda Cebuli, który zastąpił po niespełna dwóch miesiącach Feliksa Karolka zdobył mistrzostwo Polski. W październiku przed meczem z ŁKS-em (3:3, 14 października 1962 roku) piłkarze Górnika korzystając z czasu wolnego wybrali się na grzyby. Szołtysik zabłądził w lesie i trafił jelenia, który ranił go w głowę. Wypadek wyeliminował Szołtysika z udziału w spotkaniu. W rozgrywkach o Puchar Polski Górnik odpadł w półfinale po przegranej z Ruchem Chorzów (0:3, 14 kwietnia 1963 roku). Na zakończenie sezonu Szołysik wziął udział z Górnikiem w turnieju Interligi w Stanach Zjednoczonych. Górnik doszedł do półfinału turnieju, w którym przegrał z West Ham United. Pierwszy mecz zakończył się remisem (1:1, 31 lipca 1963 roku), więc rozegrano drugie spotkanie mające wyłonić zwycięzcę. W nim lepsi okazali się Anglicy (0:1, 4 sierpnia 1963 roku), którzy spotkali się w finale z Duklą Praga. W meczach grupowych przeciwko Helsingborgs IF (5:2, 17 lipca 1963 roku) oraz Wiener SC (3:2, 21 lipca 1963 roku) Szołtysik strzelił po dwie bramki.
| 1. | 1962–1974 i 1975–1978       | Zygfryd Szołtysik | 395 |
| 2. | 1960–1972                   | Stanisław Oślizło | 296 |
| 3. | 1959–1972                   | Erwin Wilczek     | 293 |
| 4. | 1956–1971                   | Stefan Florenski  | 258 |
| 5. | 1982–1993, 1994 i 1996–1998 | Marek Piotrowicz  | 260 |

W sezonie 1963/1964 Górnik obronił mistrzostwo Polski z poprzedniego sezonu. W spotkaniu przeciwko Zagłębiu Sosnowiec (7:1, 28 sierpnia 1963 roku) Szołtysik trzykrotnie pokonał bramkarza rywali. W Pucharze Europy Mistrzów Klubowych Górnik  odpadł w 1/8 finału, przegrywając dwumecz z Duklą Praga. W rewanżowym spotkaniu (4:1, 20 listopada 1963 roku) Szołtysik strzelił honorowego gola.
W sezonie 1964/1965 piłkarze Górnika zdobyli dublet: mistrzostwo Polski oraz Puchar Polski wygrywając w finale z Czarnymi Żagań (4:0, 2 czerwca 1965 roku). W Pucharze Europy Mistrzów Klubowych Górnik odpadł na początku rozgrywek. Po remisowym dwumeczu z Duklą Praga, konieczne było rozegranie meczu barażowego, który również nie przyniósł rozstrzygnięcia (0:0, 14 października 1964 roku). Kwestię awansu rozwiązało losowanie, w którym więcej szczęścia miał czechosłowacki zespół.
W sezonie 1965/1966 po trzech kolejkach ligowych nowym trenerem Górnika został Władysław Giergiel. Zrewolucjonizował on styl gry drużyny i zmienił ustawienie na 4–2–4, które przy umiejętnościach Szołtysika stwarzało nieustanne zagrożenie dla przeciwników. Górnik po raz kolejny został mistrzem Polski, jednak Pucharu Polski z poprzedniego sezonu nie obronił. Po dogrywce przegrał bowiem mecz finałowy z Legią (1:2 pd., 15 sierpnia 1966 roku). Szołtysik wystąpił we wszystkich dwudziestu sześciu meczach ligowych. Meczu w pełnym wymiarze czasowym nie rozegrał wyłącznie przeciwko Wiśle Kraków (1:1, 10 kwietnia 1965 roku), kiedy to zmienił na początku spotkania kontuzjowanego Jerzego Musiałka. W Pucharze Europy Mistrzów Klubowych Górnik odpadł w ćwierćfinale po przegranym dwumeczu ze Spartą Praga, a honorowego gola w rewanżu (1:2, 28 listopada 1965 roku) strzelił Szołtysik. Szołtysik wystąpił również we wszystkich sześciu meczach grupowych Pucharu Intertoto. Pomimo wygrania przez Górnik grupy B3, piłkarze nie zagrali w ćwierćfinale ze względu na przepisy.
W sezonie 1966/1967 Górnik pod wodzą nowego trenera Gézy Kalocsaya wywalczył kolejne mistrzostwo Polski. Szołtysik jako jedyny zawodnik rozegrał wszystkie dwadzieścia sześć meczów ligowych w pełnym wymiarze czasowym. W Pucharze Europy Mistrzów Klubowych Górnik odpadł w ćwierćfinale po przegranym dwumeczu z CSKA Sofia. W rewanżu (3:0, 7 grudnia 1966 roku) bramkę otwierającą wynik spotkania w 1. minucie zdobył Szołtysik.
W sezonie 1967/1968 Górnik nie obronił mistrzostwa Polski z poprzedniego roku i zajął w lidze trzecie. Szołtysik po raz drugi w karierze wygrał z Górnikiem Puchar Polski, pokonując w rozgrywanym na Stadionie Śląskim finale Ruch Chorzów (3:0, 26 czerwca 1968 roku). W Pucharze Europy Mistrzów Klubowych Górnik odpadł w ćwierćfinale po przegranym dwumeczu z Manchesterem United, natomiast w obu spotkaniach 1/8 finału przeciwko Dynamu Kijów po bramce zdobył Szołtysik. Jesienią 1967 roku otrzymując jeden głos zajął dwudzieste szóste miejsce w plebiscycie tygodnika France Football Złota Piłka, stając się jednocześnie wspólnie z Włodzimierzem Lubańskim pierwszymi polskimi piłkarzami sklasyfikowanymi na liście najlepszych zawodników Europy.
W sezonie 1968/1969 Górnik zdobył wicemistrzostwo Polski, choć w pewnym momencie miał sześć punktów przewagi nad tryumfatorem ligi – Legią Warszawa. Szołtysik jako jedyny zawodnik rozegrał w pełnym wymiarze czasowym wszystkie dwadzieścia sześć meczów ligowych. W rozgrywkach o Puchar Polski Górnik doszedł do finału, w którym pokonał Legię (2:0, 28 maja 1969 roku), zaś Szołtysika uznano za najlepszego zawodnika na boisku. W 1969 roku Szołtysik został wyróżniony Złotymi butami w plebiscycie redakcji Sportu
W sezonie 1969/1970 Górnik zajął trzecie miejsce w lidze i obronił Puchar Polski z poprzedniego sezonu, pokonując w finale rozgrywanym na Stadionie Śląskim Ruch Chorzów (3:1, 5 sierpnia 1970 roku). Szołtysik opuścił w rozgrywkach ligowych wyłącznie jedno spotkanie. Z powodu kontuzji nie zagrał w przedostatniej kolejce przeciwko Odrze Opole (4:0, 17 czerwca 1970 roku). Szołtysik dotarł do finału Pucharu Zdobywców Pucharów, w którym Górnik przegrał z Manchesterem City (2:1, 22 kwietnia 1970 roku) i stał się jednocześnie jedyną polską drużyną w historii, której udało dotrzeć się do finału europejskich pucharów.
| 1. | 1963–1975             | Włodzimierz Lubański | 155 |
| 2. | 1957–1967             | Ernest Pohl          | 143 |
| 3. | 1959–1972             | Erwin Wilczek        | 96  |
| 4. | 1962–1974 i 1975–1978 | Zygfryd Szołtysik    | 91  |
| 5. | 1984–1991             | Ryszard Cyroń        | 76  |

W sezonie 1970/1971 Górnik pod wodzą Ferenca Szusza zdobył krajowy dublet, zdobywając mistrzostwo Polski po trzyletniej przerwie oraz Puchar Polski wygrywając w finale z Zagłębiem Sosnowiec (3:1, 27 czerwca 1971 roku). W rozgrywkach ligowych Szołtysik nie zagrał wyłącznie w spotkaniu ze Stalą Rzeszów (0:1, 31 października 1970 roku), gdyż spędził ten mecz na ławce rezerwowych. Sensacją sezonu był mecz, w którym Górnik odniósł rekordowe w swojej historii zwycięstwo w europejskich pucharach nad Aalborg BK (8:1, 30 września 1970 roku), zaś Szołtysik zdobył w tym spotkaniu bramkę. W Pucharze Zdobywców Pucharów Górnik odpadł w ćwierćfinale po przegranym trzecim meczu z Manchesterem City (1:3, 31 marca 1971 roku), który był rozegrany w Kopenhadze.
W sezonie 1971/1972 drużynę prowadził Antoni Brzeżańczyk, którego w rundzie wiosennej zmienił Jan Kowalski. Górnik po raz drugi z rzędu zdobył krajowy dublet, zostając mistrzem Polski oraz tryumfując w rozgrywkach Pucharu Polski. W finałowym spotkaniu Górnik pokonał Legię (5:2, 4 czerwca 1972 roku), zaś jedna z bramek została strzelona przez Szołtysika. W rozgrywkach ligowych jako jedyny piłkarz Górnika wystąpił we wszystkich dwudziestu sześciu meczach. Siódmy tytuł mistrza zdobyty przez Szołtysika, dał mu trzecie miejsce pod względem liczby osiągniętych tytułów w barwach zabrzańskiego klubu (ex-aequo z Włodzimierzem Lubańskim i Janem Kowalskim).
W sezonie 1972/1973 Górnik nie obronił żadnego tytułu z poprzedniego sezonu. Poprzez gorszy bilans bramkowy z Gwardią Warszawa zajął w lidze czwarte miejsce (oba zespoły zdobyły po 30 punktów). Szołtysik wystąpił w dwudziestu czterech spotkaniach ligowych, a mecze przeciwko Zagłębiu Wałbrzych (0:1, 19 maja 1973 roku) oraz Pogoni Szczecin (1:0, 26 maja 1973 roku) opuścił z powodu kontuzji.
W sezonie 1973/1974 Górnik zdobył wicemistrzostwo Polski, zaś w rozgrywkach Pucharu Polski odpadł w półfinale po przegranej z Ruchem Chorzów (2:2 pd., k. 7:6, 17 lipca 1974 roku). Szołtysik po zakończeniu sezonu otrzymał zgodę na wyjazd za granicę i jako 32–letni zawodnik zasilił francuskie US Valenciennes.

### US Valenciennes (1974–1975)
W sezonie 1974/1975 Szołtysik trafił do drugoligowego Valenciennes, w którym od roku występował jego były klubowy kolega Erwin Wilczek. Szołtysik zadebiutował w przegranym meczu ligowym z FC Lorient (0:1, 18 sierpnia 1974 roku), zaś pierwszą bramkę strzelił w spotkaniu o Puchar Francji przeciwko Amiens SC (2:0, 2 lutego 1975 roku). Valenciennes prowadzone przez trenera Jean-Pierre Destrumelle tryumfowało w Ligue 2 z jednopunktową przewagą nad FC Rouen i zdobyło tym samym awans do najwyższej klasy rozgrywkowej. W Pucharze Francji Valenciennes odpadło w 1/8 finału po przegranym dwumeczu z FC Metz. Ze względu na ciążę żony, Szołtysik wrócił do Górnika Zabrze po rocznym pobycie w Valenciennes. Sprawę odejścia komentował słowami: Nie było mi we Francji łatwo. Nie znałem języka, nie mogłem pogadać, pożartować. (...) Żałuję, że tak się stało. Jeszcze byłem wtedy w formie, miałem szansę pokazać się na Zachodzie. Nie wykorzystałem tej szansy.

### Górnik Zabrze (1975–1978)
Po powrocie do Górnika władze klubu zaproponowały Szołtysikowi posadę opiekuna juniorów. Oburzony odmówił działaczom, a propozycję skwitował słowami: Najpierw chce jeszcze sam potrenować. W sezonie 1975/1976 Górnik zajął w rozgrywkach ligowych dziewiąte miejsce, zaś Szołtysik był uznawany za najlepszego zawodnika zespołu.
W sezonie 1976/1977 Górnik zajął w lidze trzecie miejsce. Szołtysik był jednym z trzech piłkarzy Górnika, obok Bernarda Jarziny i Stanisława Gzila, którzy rozegrali wszystkie trzydzieści spotkania ligowe w pełnym wymiarze czasowym. Szołtysik strzelił w lidze trzy bramki, z czego dwie padły po rzutach karnych przeciwko Szombierkom Bytom (2:1, 22 sierpnia 1976 roku) oraz ROW-owi Rybnik (0:1, 20 kwietnia 1977 roku).
W sezonie 1977/1978 Górnik zaliczył pierwszy w historii spadek do II ligi, o czym  przesądziła wyjazdowa porażka z Arką Gdynia (3:0,  19 kwietnia 1978 roku). Było to ostatnie spotkanie Szołtysika w barwach Górnika, ponieważ w dwóch ostatnich kolejkach sezonu ze Śląskiem Wrocław i Stalą Mielec nie wystąpił ze względu naderwanie mięśnia, którego doznał podczas spaceru z córką. Szołtysik przez szesnaście sezonów w barwach Górnika rozegrał ponad pięćset meczów we wszystkich rozgrywkach, co uczyniło go zawodnikiem z największą liczbą spotkań w historii klubu.

### Schyłek kariery (1978–1990)
W 1978 roku Szołtysik zaliczył krótki epizod w kanadyjskim Toronto Falcons. Występował tam wspólnie z Januszem Żmijewskim, z którym zdobył młodzieżowe mistrzostwo Europy w 1961 roku.  W sezonie 1978/1979 Szołtysik został zawodnikiem trzecioligowego Górnika Knurów. Był z nim bliski awansu, jednak Górnik przegrał rywalizację z GKS-em Jastrzębie o jeden punkt. W sezonie 1979/1980 Szołtysik wywalczył z Górnikiem Knurów awans do II ligi. Po sześciu latach spędzonych w Polsce zakończył piłkarską karierę i wyjechał w 1986 roku na stałe do Niemiec. Po dwóch latach przerwy wznowił karierę w klubach z niższych lig: Eintracht Hamm (1986–1987) i SVA Bockum-Hövel (1987–1990). Karierę definitywnie zakończył w 1990 roku mając 48 lat.

## Kariera reprezentacyjna
Szołtysik był reprezentantem Polski w latach 1963–1972. Wystąpił w tym czasie w czterdziestu sześciu meczach i zdobył dziesięć bramek. Szołtysik podważał jednak tę liczbę słowami: Za 50. mecz dostałem pamiątkowy proporczyk. Zawsze tych meczów było 52, a teraz zmniejszyli mi do 46. Zadebiutował w kadrze prowadzonej przez selekcjonera Tadeusza Forysia w towarzyskim spotkaniu przeciwko Norwegii (9:0, 4 września 1963 roku), strzelając przy tym dwie bramki. Wspólnie z reprezentacją prowadzoną przez selekcjonera Kazimierza Górskiego zdobył złoty medal igrzysk olimpijskich w Monachium w 1972 roku. W latach 1961–1966 Szołtysik grał w reprezentacji U-23, w której zadebiutował w przegranym meczu przeciwko Jugosławii (1:0, 25 czerwca 1961 roku), natomiast z Czechosłowacją (1:0, 12 września 1964 roku) zdobył jedyną bramkę w tej kategorii wiekowej. W 1961 roku Szołtysik zdobył z młodzieżową reprezentacją U-18 srebrny medal na mistrzostwach Europy U-19

### Mistrzostwa Europy U-19 1961
W 1961 roku Szołtysik został powołany przez Władysława Stiasnego na mistrzostwa Europy U-19, które były rozgrywane w Portugalii. Młodzieżowa reprezentacja Polski zdobyła srebrny medal po przegranym meczu finałowym z gospodarzami turnieju (4:0, 8 kwietnia 1961 roku). Szołtysik oprócz spotkania finałowego wystąpił w dwóch meczach grupowych przeciwko Francji (4:1, 20 marca 1961 roku) i Grecji (2:2, 4 kwietnia 1961 roku) oraz półfinale, w którym rywalem była reprezentacja RFN (2:1, 6 kwietnia 1961 roku). W rozgrywanym między meczami grupowymi spotkaniu z Austrią (3:0, 2 kwietnia 1961 roku) Szołtysik zdobył pierwszą bramkę w tej kategorii wiekowej.

### Letnie Igrzyska Olimpijskie 1972
W eliminacjach do igrzysk olimpijskich w Monachium oraz turnieju głównym, reprezentacja Polski była prowadzona przez Kazimierza Górskiego. Szołtysik wystąpił we wszystkich sześciu meczach eliminacyjnych przeciwko Grecji (7:0, 26 maja 1971 roku oraz 0:1, 9 czerwca 1971 roku) w I rundzie oraz Hiszpanii (0:2, 10 listopada 1971 roku oraz 2:0, 26 kwietnia 1972 roku) i Bułgarii (3:1, 16 kwietnia 1972 roku oraz 3:0, 7 maja 1972 roku) w II rundzie. Polska utrzymała pierwsze miejsce w grupie 2 i awansowała na igrzyska olimpijskie dzięki remisowi w spotkaniu Bułgarii z Hiszpanią (3:3, 31 maja 1972 roku). Mecze reprezentacji z Grecją oraz Hiszpanią zostały uznane za nieoficjalne.
Na igrzyskach olimpijskich Szołtysik wystąpił w czterech meczach fazy grupowej przeciwko Kolumbii (1:1, 3 września 1972 roku), Danii (1:1, 3 września 1972 roku), Związkowi Radzieckiemu (1:2, 5 września 1972 roku), Maroko (0:5, 8 września 1972 roku) oraz finale z Węgrami (1:2, 10 września 1972 roku). W meczu ze Związkiem Radzieckim Szołtysik zdobył ważną w kontekście awansu do finału bramkę po podaniu Roberta Gadochy. Przeciwko Węgrom zainicjował akcję z lewej strony boiska i podał piłkę do Kazimierza Deyny, który doprowadził do wyrównania wyniku na 1:1.

## Statystyki

### Statystyka oficjalnych występów w latach 1962–1978
| Sezon        | Klub            | Liga    | Ligi krajowe | Ligi krajowe | Puchary krajowe | Puchary krajowe | Europejskie Puchary | Europejskie Puchary | Łącznie | Łącznie |
| ------------ | --------------- | ------- | ------------ | ------------ | --------------- | --------------- | ------------------- | ------------------- | ------- | ------- |
| Sezon        | Klub            | Liga    | Meczów       | Bramek       | Meczów          | Bramek          | Meczów              | Bramek              | Meczów  | Bramek  |
| 1962         | Górnik Zabrze   | I Liga  | 14           | 11           | 5               | 3               | –                   | –                   | 19      | 14      |
| 1962/1963    | Górnik Zabrze   | I Liga  | 21           | 7            | 4               | 1               | –                   | –                   | 25      | 8       |
| 1963/1964    | Górnik Zabrze   | I Liga  | 22           | 6            | 1               | 0               | 4                   | 1                   | 27      | 7       |
| 1964/1965    | Górnik Zabrze   | I Liga  | 23           | 7            | 5               | 1               | 3                   | 0                   | 31      | 8       |
| 1965/1966    | Górnik Zabrze   | I Liga  | 26           | 7            | 5               | 1               | 10                  | 4                   | 41      | 12      |
| 1966/1967    | Górnik Zabrze   | I Liga  | 26           | 8            | 1               | 0               | 5                   | 1                   | 32      | 9       |
| 1967/1968    | Górnik Zabrze   | I Liga  | 24           | 7            | 5               | 3               | 5                   | 2                   | 34      | 12      |
| 1968/1969    | Górnik Zabrze   | I Liga  | 26           | 6            | 5               | 5               | –                   | –                   | 31      | 11      |
| 1969/1970    | Górnik Zabrze   | I Liga  | 25           | 3            | 7               | 2               | 10                  | 2                   | 42      | 7       |
| 1970/1971    | Górnik Zabrze   | I Liga  | 25           | 3            | 6               | 1               | 6                   | 1                   | 37      | 5       |
| 1971/1972    | Górnik Zabrze   | I Liga  | 26           | 7            | 7               | 2               | 2                   | 0                   | 35      | 9       |
| 1972/1973    | Górnik Zabrze   | I Liga  | 24           | 1            | 3               | 0               | 3                   | 0                   | 30      | 1       |
| 1973/1974    | Górnik Zabrze   | I Liga  | 27           | 7            | 3               | 1               | –                   | –                   | 37      | 5       |
| 1974/1975    | US Valenciennes | Ligue 2 | 25           | 2            | 4               | 2               | –                   | –                   | 29      | 4       |
| 1975/1976    | Górnik Zabrze   | I Liga  | 28           | 3            | 2               | 1               | –                   | –                   | 30      | 4       |
| 1976/1977    | Górnik Zabrze   | I Liga  | 30           | 3            | 2               | 0               | –                   | –                   | 32      | 3       |
| 1977/1978    | Górnik Zabrze   | I Liga  | 28           | 5            | 2               | 0               | 4                   | 0                   | 34      | 5       |
| Podsumowanie |                 |         |              |              |                 |                 |                     |                     |         |         |
| Razem        | Górnik Zabrze   | I Liga  | 395          | 91           | 63              | 21              | 52                  | 11                  | 510     | 123     |
| Razem        | US Valenciennes | Ligue 2 | 25           | 2            | 4               | 2               | –                   | –                   | 29      | 4       |
|              |                 | Łącznie | 420          | 93           | 67              | 23              | 52                  | 11                  | 539     | 127     |

### Reprezentacyjne
| Reprezentacja | Rok     | Mecze | Bramki |
| ------------- | ------- | ----- | ------ |
| Polska U-18   | 1961    | 7     | 2      |
| Polska U-18   | Ogólnie | 7     | 2      |
| Polska U-23   | 1961    | 1     | 0      |
| Polska U-23   | 1962    | 3     | 0      |
| Polska U-23   | 1964    | 1     | 1      |
| Polska U-23   | 1965    | 1     | 0      |
| Polska U-23   | 1966    | 1     | 0      |
| Polska U-23   | Ogólnie | 7     | 1      |
| Polska        | 1963    | 3     | 2      |
| Polska        | 1964    | 2     | 1      |
| Polska        | 1965    | 4     | 0      |
| Polska        | 1966    | 2     | 0      |
| Polska        | 1967    | 5     | 1      |
| Polska        | 1968    | 3     | 0      |
| Polska        | 1969    | 6     | 0      |
| Polska        | 1970    | 8     | 4      |
| Polska        | 1971    | 6     | 1      |
| Polska        | 1972    | 7     | 1      |
| Ogólnie       | Ogólnie | 46    | 10     |

| Mecze i gole w reprezentacji | Mecze i gole w reprezentacji | Mecze i gole w reprezentacji | Mecze i gole w reprezentacji | Mecze i gole w reprezentacji | Mecze i gole w reprezentacji | Mecze i gole w reprezentacji | Mecze i gole w reprezentacji |
| Polska U-18                  | Polska U-18                  | Polska U-18                  | Polska U-18                  | Polska U-18                  | Polska U-18                  | Polska U-18                  | Polska U-18                  |
| Lp.                          | Data                         | Miejsce                      | Przeciwnik                   | Wynik                        | Gol                          | Rozgrywki                    |                              |
| ---------------------------- | ---------------------------- | ---------------------------- | ---------------------------- | ---------------------------- | ---------------------------- | ---------------------------- | ---------------------------- |
| 1.                           | 30.03.1961                   | Leiria, Portugalia           | Francja U-18                 | 4:1                          |                              | ME U-18 1961                 |                              |
| 2.                           | 02.04.1961                   | Évora, Portugalia            | Austria U-18                 | 3:0                          | Gol                          | towarzyski                   |                              |
| 3.                           | 04.04.1961                   | Lizbona, Portugalia          | Grecja U-18                  | 2:2                          |                              | ME U-18 1961                 |                              |
| 4.                           | 06.04.1961                   | Porto, Portugalia            | RFN U-18                     | 2:1                          |                              | ME U-18 1961                 |                              |
| 5.                           | 08.04.1961                   | Lizbona, Portugalia          | Portugalia U-18              | 4:0                          |                              | ME U-18 1961                 |                              |
| 6.                           | 18.06.1961                   | Wrocław, Polska              | Czechosłowacja U-18          | 4:2                          | Gol                          | towarzyski                   |                              |
| 7.                           | 17.07.1961                   | Radom, Polska                | ZSRR U-18                    | 1:0                          |                              | towarzyski                   |                              |
| Polska U-23                  |                              |                              |                              |                              |                              |                              |                              |
| Lp.                          | Data                         | Miejsce                      | Przeciwnik                   | Wynik                        | Gol                          | Rozgrywki                    |                              |
| 1.                           | 25.06.1961                   | Lublana, Jugosławia          | Jugosławia U-23              | 1:0                          |                              | towarzyski                   |                              |
| 2.                           | 09.05.1962                   | Nordhausen, Niemcy           | NRD U-23                     | 1:3                          |                              | towarzyski                   |                              |
| 3.                           | 24.04.1962                   | Rzeszów, Polska              | Rumunia U-23                 | 0:1                          |                              | towarzyski                   |                              |
| 4.                           | 02.09.1962                   | Szolnok, Węgry               | Węgry U-23                   | 0:0                          |                              | towarzyski                   |                              |
| 5.                           | 12.09.1964                   | Łódź, Polska                 | Czechosłowacja U-23          | 1:0                          | Gol                          | towarzyski                   |                              |
| 6.                           | 09.06.1965                   | Bacău, Rumunia               | ZSRR U-23                    | 3:1                          |                              | towarzyski                   |                              |
| 7.                           | 05.06.1966                   | Bydgoszcz, Polska            | Holandia U-23                | 0:1                          |                              | towarzyski                   |                              |
| Polska                       |                              |                              |                              |                              |                              |                              |                              |
| Lp.                          | Data                         | Miejsce                      | Przeciwnik                   | Wynik                        | Gol                          | Rozgrywki                    |                              |
| 1.                           | 04.09.1963                   | Szczecin, Polska             | Norwegia                     | 9:0                          | Gol · Gol                    | towarzyski                   |                              |
| •                            | 11.09.1963                   | Bydgoszcz, Polska            | Czechosłowacja               | 2:0                          |                              | towarzyski                   |                              |
| 2.                           | 22.09.1963                   | Poznań, Polska               | Turcja                       | 0:0                          |                              | towarzyski                   |                              |
| 3.                           | 16.10.1963                   | Ateny, Grecja                | Grecja                       | 3:1                          |                              | towarzyski                   |                              |
| 4.                           | 10.05.1964                   | Kraków, Polska               | Irlandia                     | 3:1                          | Gol                          | towarzyski                   |                              |
| •                            | 18.06.1964                   | Rzym, Włochy                 | Włochy                       | 3:0                          |                              | towarzyski                   |                              |
| •                            | 25.06.1964                   | Poznań, Polska               | Węgry                        | 0:1                          |                              | towarzyski                   |                              |
| •                            | 25.08.1964                   | Poznań, Polska               | Włochy                       | 0:1                          |                              | towarzyski                   |                              |
| 5.                           | 27.09.1964                   | Stambuł, Turcja              | Turcja                       | 2:3                          |                              | towarzyski                   |                              |
| 6.                           | 26.09.1965                   | Helsinki, Finlandia          | Finlandia                    | 2:0                          |                              | el. MŚ 1966                  |                              |
| 7.                           | 13.10.1965                   | Glasgow, Szkocja             | Szkocja                      | 1:2                          |                              | el. MŚ 1966                  |                              |
| 8.                           | 24.10.1965                   | Szczecin, Polska             | Finlandia                    | 7:0                          |                              | el. MŚ 1966                  |                              |
| 9.                           | 01.11.1965                   | Rzym, Włochy                 | Włochy                       | 6:1                          |                              | el. MŚ 1966                  |                              |
| 10.                          | 03.05.1966                   | Chorzów, Polska              | Węgry                        | 1:1                          |                              | towarzyski                   |                              |
| 11.                          | 11.09.1966                   | Erfurt, Niemcy               | NRD                          | 2:0                          |                              | towarzyski                   |                              |
| 12.                          | 16.04.1967                   | Luksemburg, Luksemburg       | Luksemburg                   | 0:0                          |                              | el. ME 1968                  |                              |
| 13.                          | 21.05.1967                   | Chorzów, Polska              | Belgia                       | 3:1                          | Gol                          | el. ME 1968                  |                              |
| •                            | 24.06.1967                   | Sofia, Bułgaria              | Bułgaria                     | 3:2                          |                              | towarzyski                   |                              |
| •                            | 25.06.1967                   | Sofia, Bułgaria              | Bułgaria                     | 3:2                          |                              | towarzyski                   |                              |
| 14.                          | 28.07.1967                   | Wrocław, Polska              | ZSRR                         | 0:1                          |                              | el. IO 1968                  |                              |
| 15.                          | 04.08.1967                   | Moskwa, ZSRR                 | ZSRR                         | 2:1                          |                              | el. IO 1968                  |                              |
| 16.                          | 17.09.1967                   | Warszawa, Polska             | Francja                      | 1:4                          |                              | el. ME 1968                  |                              |
| 17.                          | 20.06.1968                   | Warszawa, Polska             | Brazylia                     | 3:6                          |                              | towarzyski                   |                              |
| 18.                          | 20.10.1968                   | Szczecin, Polska             | NRD                          | 1:1                          |                              | towarzyski                   |                              |
| 19.                          | 17.12.1968                   | Mar del Plata, Argentyna     | Argentyna                    | 1:0                          |                              | towarzyski                   |                              |
| 20.                          | 20.04.1969                   | Kraków, Polska               | Luksemburg                   | 8:1                          |                              | el. MŚ 1970                  |                              |
| 21.                          | 07.05.1969                   | Rotterdam, Holandia          | Holandia                     | 1:0                          |                              | el. MŚ 1970                  |                              |
| 22.                          | 15.06.1969                   | Sofia, Bułgaria              | Bułgaria                     | 4:1                          |                              | el. MŚ 1970                  |                              |
| 23.                          | 27.08.1969                   | Łódź, Polska                 | Norwegia                     | 6:1                          |                              | towarzyski                   |                              |
| 24.                          | 07.09.1969                   | Chorzów, Polska              | Holandia                     | 2:1                          |                              | el. MŚ 1970                  |                              |
| 25.                          | 09.11.1969                   | Warszawa, Polska             | Bułgaria                     | 3:0                          |                              | el. MŚ 1970                  |                              |
| 26.                          | 06.05.1970                   | Poznań, Polska               | Irlandia                     | 2:1                          | Gol                          | towarzyski                   |                              |
| 27.                          | 16.05.1970                   | Kraków, Polska               | NRD                          | 1:1                          |                              | towarzyski                   |                              |
| 28.                          | 19.05.1970                   | Kopenhaga, Dania             | Dania                        | 0:2                          |                              | towarzyski                   |                              |
| 29.                          | 19.05.1970                   | Szczecin, Polska             | Irak                         | 2:0                          | Gol                          | towarzyski                   |                              |
| 30.                          | 02.09.1970                   | Warszawa, Polska             | Dania                        | 5:0                          |                              | towarzyski                   |                              |
| 31.                          | 06.09.1970                   | Rostock, NRD                 | NRD                          | 5:0                          |                              | towarzyski                   |                              |
| 32.                          | 23.09.1970                   | Dublin, Irlandia             | Irlandia                     | 0:2                          | Gol                          | towarzyski                   |                              |
| 33.                          | 10.10.1970                   | Chorzów, Polska              | Albania                      | 0:2                          | Gol                          | el. ME 1972                  |                              |
| 34.                          | 05.05.1971                   | Lozanna, Szwajcaria          | Szwajcaria                   | 2:4                          | Gol                          | towarzyski                   |                              |
| 35.                          | 12.05.1971                   | Tirana, Albania              | Albania                      | 1:1                          |                              | el. ME 1972                  |                              |
| •                            | 26.05.1971                   | Poznań, Polska               | Grecja                       | 7:0                          |                              | el. IO 1972                  |                              |
| •                            | 09.06.1971                   | Wolos, Grecja                | Grecja                       | 0:1                          |                              | el. IO 1972                  |                              |
| 36.                          | 22.09.1971                   | Kraków, Polska               | Turcja                       | 5:1                          |                              | el. ME 1972                  |                              |
| 37.                          | 10.10.1971                   | Warszawa, Polska             | RFN                          | 1:3                          |                              | el. ME 1972                  |                              |
| •                            | 10.11.1971                   | Gijón, Hiszpania             | Hiszpania                    | 0:2                          |                              | el. IO 1972                  |                              |
| 38.                          | 17.11.1971                   | Hamburg, Niemcy              | RFN                          | 0:0                          |                              | el. ME 1972                  |                              |
| 39.                          | 05.12.1971                   | Izmir, Turcja                | Turcja                       | 1:0                          |                              | el. ME 1972                  |                              |
| •                            | 10.11.1971                   | Łódź, Polska                 | NRD                          | 2:1                          |                              | towarzyski                   |                              |
| 40.                          | 16.04.1972                   | Stara Zagora, Bułgaria       | Bułgaria                     | 1:3                          |                              | el. IO 1972                  |                              |
| •                            | 26.04.1972                   | Szczecin, Polska             | Hiszpania                    | 2:0                          |                              | el. IO 1972                  |                              |
| 41.                          | 07.05.1972                   | Warszawa, Polska             | Bułgaria                     | 3:0                          |                              | el. IO 1972                  |                              |
| •                            | 28.08.1972                   | Ingolstadt, Niemcy           | Kolumbia                     | 1:5                          |                              | IO 1972                      |                              |
| 42.                          | 03.09.1972                   | Ratyzbona, Niemcy            | Dania                        | 1:1                          |                              | IO 1972                      |                              |
| 43.                          | 05.09.1972                   | Augsburg, Niemcy             | ZSRR                         | 1:2                          | Gol                          | IO 1972                      |                              |
| 44.                          | 08.09.1972                   | Norymberga, Niemcy           | Maroko                       | 0:5                          |                              | IO 1972                      |                              |
| 45.                          | 10.09.1972                   | Monachium, Niemcy            | Węgry                        | 1:2                          |                              | IO 1972                      |                              |
| 46.                          | 15.10.1972                   | Bydgoszcz, Polska            | Czechosłowacja               | 3:0                          |                              | towarzyski                   |                              |

• - mecze nieoficjalne

## Sukcesy

### Górnik Zabrze
- Mistrzostwo Polski (7 razy) w sezonach: 1962/1963, 1963/1964, 1964/1965, 1965/1966, 1966/1967, 1970/1971, 1971/1972
- Wicemistrzostwo Polski (3 razy) w sezonach: 1962, 1968/1969, 1973/1974
- 3. miejsce mistrzostw Polski (3 razy) w sezonach: 1967/1968, 1969/1970, 1976/1977
- Puchar Polski (6 razy) w sezonach: 1964/1965, 1967/1968, 1968/1969, 1969/1970, 1970/1971, 1971/1972

### US Valenciennes
- Mistrzostwo Ligue 2 w sezonie 1974/1975

### Reprezentacja Polski
- Mistrzostwo olimpijskie z Monachium w 1972 roku
- Wicemistrzostwo Europy U-19 w 1961 roku

### Wyróżnienia
- 26. miejsce w plebiscycie tygodnika France Football Złota Piłka w 1967 roku[33]
- Złote buty w plebiscycie redakcji Sportu w 1969 roku[38]
- 3. miejsce w plebiscycie redakcji Sportu na piłkarza roku w 1966 roku[103]
- 2. miejsce w plebiscycie redakcji Sportu na piłkarza roku w 1969 roku[103]
- Piłkarz roku według ekspertów piłkarskiej encyklopedii Fuji w 1971 roku[104]
- Piłkarz roku w plebiscycie redakcji Sportu w 1971 roku[2]

## Życie prywatne
Szołtysik jest ojcem czwórki dzieci z dwóch małżeństw. Z wykształcenia jest technikiem górnikiem, natomiast od 1981 roku trenerem II klasy. Jako piłkarz był zatrudniony i prowadzony w kopalni Makoszowy oraz Knurów. Nosił boiskowe przydomki: Zyga oraz Mały. W 1986 roku wyjechał na stałe do Hamm. W Niemczech pracował w firmie produkującej meble ogrodowe. W 2011 roku został członkiem Klubu Ambasadora Górnika Zabrze i otrzymał certyfikat z nr 007. Szołtysik należy do Klubu Wybitnego Piłkarza Śląska, który został powołany przy Śląskim Związku Piłki Nożnej. Jego syn Dariusz pod koniec lat 80. XX w. grał w Bayernie Uerdingen.

## Odznaczenia
- Odznaka „Zasłużony Mistrz Sportu” (1970)[2]
- Złoty Krzyż Zasługi (1972)[108]
- Złota Odznaka PZPN (1972)[109]
- Krzyż Kawalerski Orderu Odrodzenia Polski (1977)[2]
- Złoty Medal za Wybitne Osiągnięcia Sportowe[2]